# CD San José
Club Deportivo San José jest boliwijskim klubem piłkarskim z siedzibą w mieście Oruro.

## Historia
Klub założony został 19 marca 1942 roku i gra obecnie w pierwszej lidze boliwijskiej.

## Osiągnięcia
- Mistrz Boliwii: 1955 ("Torneo Integrado"), 1995, 2007 "Torneo Clausura"